# Longitud aparent
La longitud aparent és la longitud celeste corregida per aberració i nutació en oposició a longitud mitjana.
La longitud aparent s'utilitza en la definició d'equinocci i solstici. A l'equinocci, la longitud celeste geocèntrica aparent del Sol és 0° o 180°. Al solstici, és igual a 90° o 270°. Això no coincideix amb la declinació exactament zero o el valor extrem de la declinació perquè la latitud celeste del Sol és (menys d'1,2 segons d'arc però) no zero.